# Staaldraadtakel

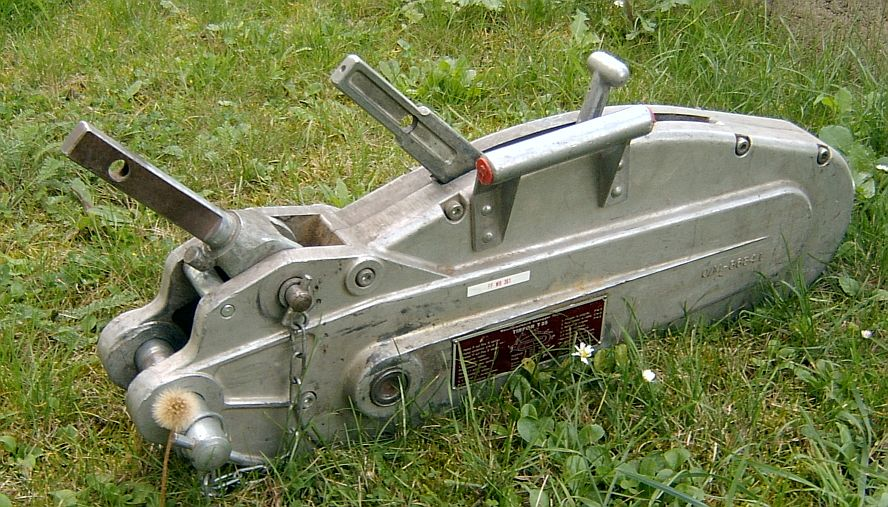
Een staaldraadtakel, zonder de staalkabel of hendel. Aan het uiteinde links wordt het apparaat bevestigd aan een vast punt. De pinnen bovenop zijn de aanzetten voor de hendel, een pin is om de kabel strak te trekken en de ander om te vieren. De hendel rechts wordt gebruikt om de klauwen te spreiden waardoor de kabel vrij doorgevoerd kan worden.

Een staaldraadtakel, ook wel Tirfor genoemd (van het Franse Tirer, trekken, en fort, sterk), is een werktuig voor het verplaatsen van zware lasten. 
De takel bestaat uit een stalen behuizing waar een staalkabel doorheen gevoerd wordt. De kabel wordt door stalen klauwen vastgeklemd. Door het heen en weer bewegen van een hendel worden de klauwen bewogen waardoor de kabel door de takel getrokken wordt.
Normaal gesproken zijn er twee hendels aanwezig, om de kabel zowel vooruit (trekken) als achteruit (vieren) door de takel te voeren. De hendel voor het trekken is bijna altijd beveiligd met een breekbout om te voorkomen dat er te veel kracht ontwikkeld wordt waardoor de kabel kan breken.
Staaldraadtakels worden voor veel verschillende doeleinden gebruikt, ze worden onder andere aangetroffen op een hulpverleningsvoertuig van de brandweer. Hier worden ze gebruikt voor het stabiliseren of verplaatsen van zware objecten zoals voertuigen, gebouwen en bomen.
De Tirfor is een merknaam van Tractel, maar wordt in de markt ook gebruikt om een staaldraadtakel te omschrijven.